# دیلاپیول
دیلاپیول (به انگلیسی: Dillapiole) با فرمول شیمیایی C۱۲H۱۴O۴ یک ترکیب شیمیایی با شناسه پاب‌کم ۱۰۲۳۱ است. که جرم مولی آن ۲۲۲٫۲۴ g/mol می‌باشد. 